# Combon
Combon település Franciaországban, Eure megyében. Lakosainak száma 822 fő (2022. január 1.). Combon Bray, Écardenville-la-Campagne, Émanville, Épreville-près-le-Neubourg, Le Plessis-Sainte-Opportune, Le Tremblay-Omonville, Le Tilleul-Lambert és Sainte-Colombe-la-Commanderie községekkel határos.

## Népesség
A település népességének változása:
| Lakosok száma | 451  | 500  | 554  | 700  | 828  | 829  | 813  | 819  | 819  | 822  |
|               | 1968 | 1982 | 1990 | 2006 | 2013 | 2015 | 2017 | 2019 | 2020 | 2022 |